# FCSB
FCSB (romunsko Fotbal Club Steaua București) je romunski profesionalni nogometni klub iz Bukarešte. Trenutno nastopa v 1. romunski nogometni ligi. FCSB je najuspešnejši nogometni klub v Romuniji po številu naslovov v nacionalnem prvenstvu (26) in trofej nacionalnega pokala (22). Poleg tega je tudi prvi klub iz Vzhodne Evrope, ki je osvojil Ligo prvakov. Le-to je osvojil leta 1986, ko je v finalu premagal Barcelono.

## Moštvo v sezoni 1985/1986
Igralci: Helmut Duckadam, Ștefan Iovan , Ilie Bărbulescu, Adrian Bumbescu, Lucian Bălan, Miodrag Belodedici, Marius Lăcătuș, Mihail Majearu, Victor Pițurcă, Gabi Balint, László Bölöni, Anghel Iordănescu, Marin Radu
Trener: Emerich Jenei